# Мйодуси-Великі
Мйодуси-Великі (пол. Miodusy Wielkie) — село в Польщі, у гміні Високе-Мазовецьке Високомазовецького повіту Підляського воєводства.
Населення — 152 особи (2011).
У 1975-1998 роках село належало до Ломжинського воєводства.

## Демографія
Демографічна структура станом на 31 березня 2011 року:
|          | Загалом | Допрацездатний вік | Працездатний вік | Постпрацездатний вік |
| -------- | ------- | ------------------ | ---------------- | -------------------- |
| Чоловіки | 83      | 17                 | 56               | 10                   |
| Жінки    | 69      | 16                 | 32               | 21                   |
| Разом    | 152     | 33                 | 88               | 31                   |